# Chicuase
Chicuase är en ort i Mexiko.   Den ligger i kommunen Huauchinango och delstaten Puebla, i den sydöstra delen av landet, 140 km nordost om huvudstaden Mexico City. Chicuase ligger 1 823 meter över havet och antalet invånare är 129.
Terrängen runt Chicuase är kuperad åt nordost, men åt sydväst är den bergig. Runt Chicuase är det ganska tätbefolkat, med 160 invånare per kvadratkilometer. Närmaste större samhälle är Huauchinango, 8,4 km nordväst om Chicuase. I omgivningarna runt Chicuase växer i huvudsak blandskog.